# مقهى مجكو

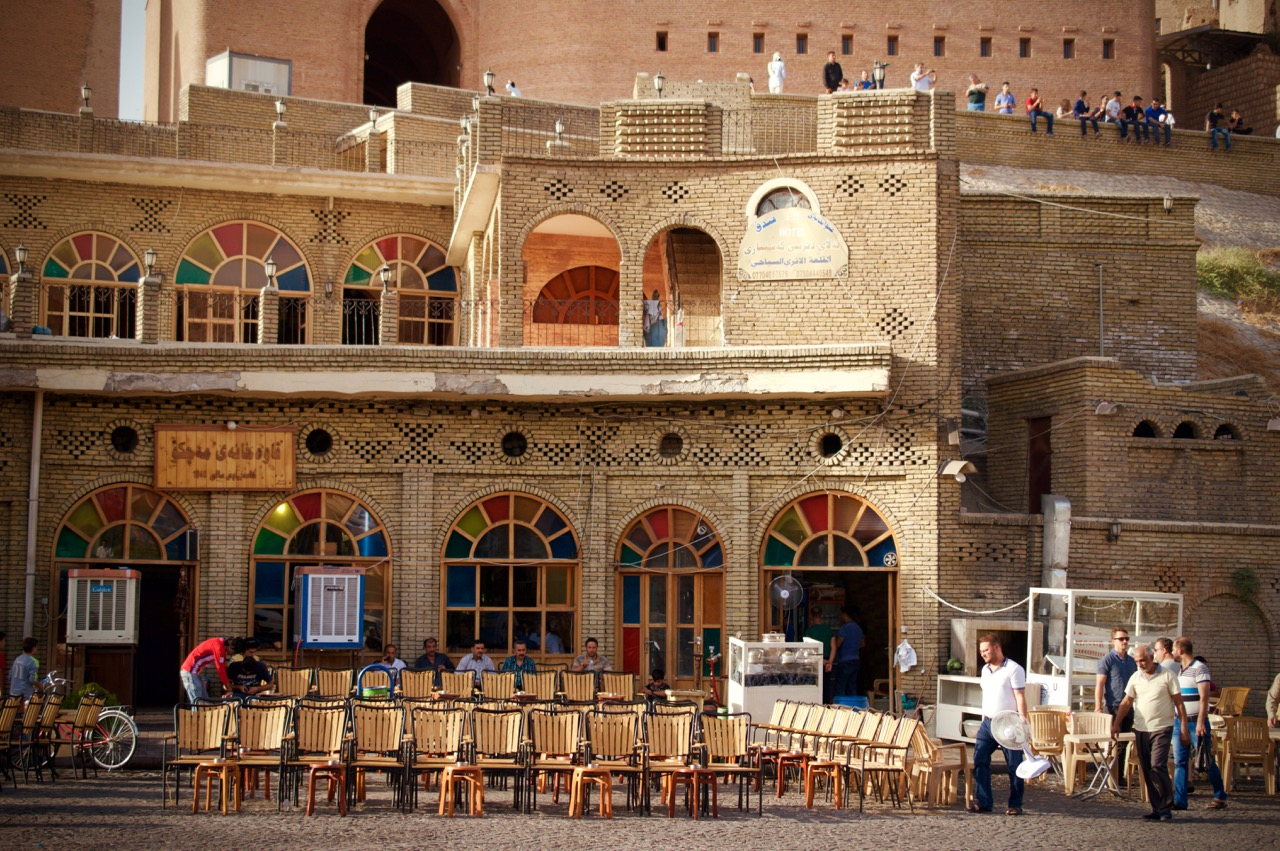
جايخانة مجكو

تم تأسيس جايخانة مجكو في عام 1940م على يد مجيد إسماعيل المعروف بـ (مجكو)، تجاوزت جايخانة مجكو في أربيل دورها كمجرد مكان تجمع لقضاء أوقات الفراغ وتناول المشروبات، لتختص بنشاط سياسي وثقافي موازٍ لدورها الأساسي، وتتحول إلى رمز يفوح منه عبق التاريخ ويجسد روح أربيل التاريخية.